# Varenholz
Varenholz is een plaats in de Duitse gemeente Kalletal, deelstaat Noordrijn-Westfalen, en telt, volgens de meest recente, op de website van de gemeente Kalletal vermelde gegevens 614 inwoners.

Ligging van Varenholz in de gemeente Kalletal

Het kasteel van Varenholz is als school met internaat in gebruik. Bezichtiging, ook van de tuinen en parken rondom het kasteel, is niet mogelijk. Een uitzondering is een gedeelte van de kasteeltuin, dat naar de Wezer afdaalt. Dit enigszins verwaarloosde en regelmatig door vandalisme aangetaste terrein is een halve hectare groot. Kasteel en tuin waren kort na de Tweede Wereldoorlog  enige malen het decor van UFA-films.

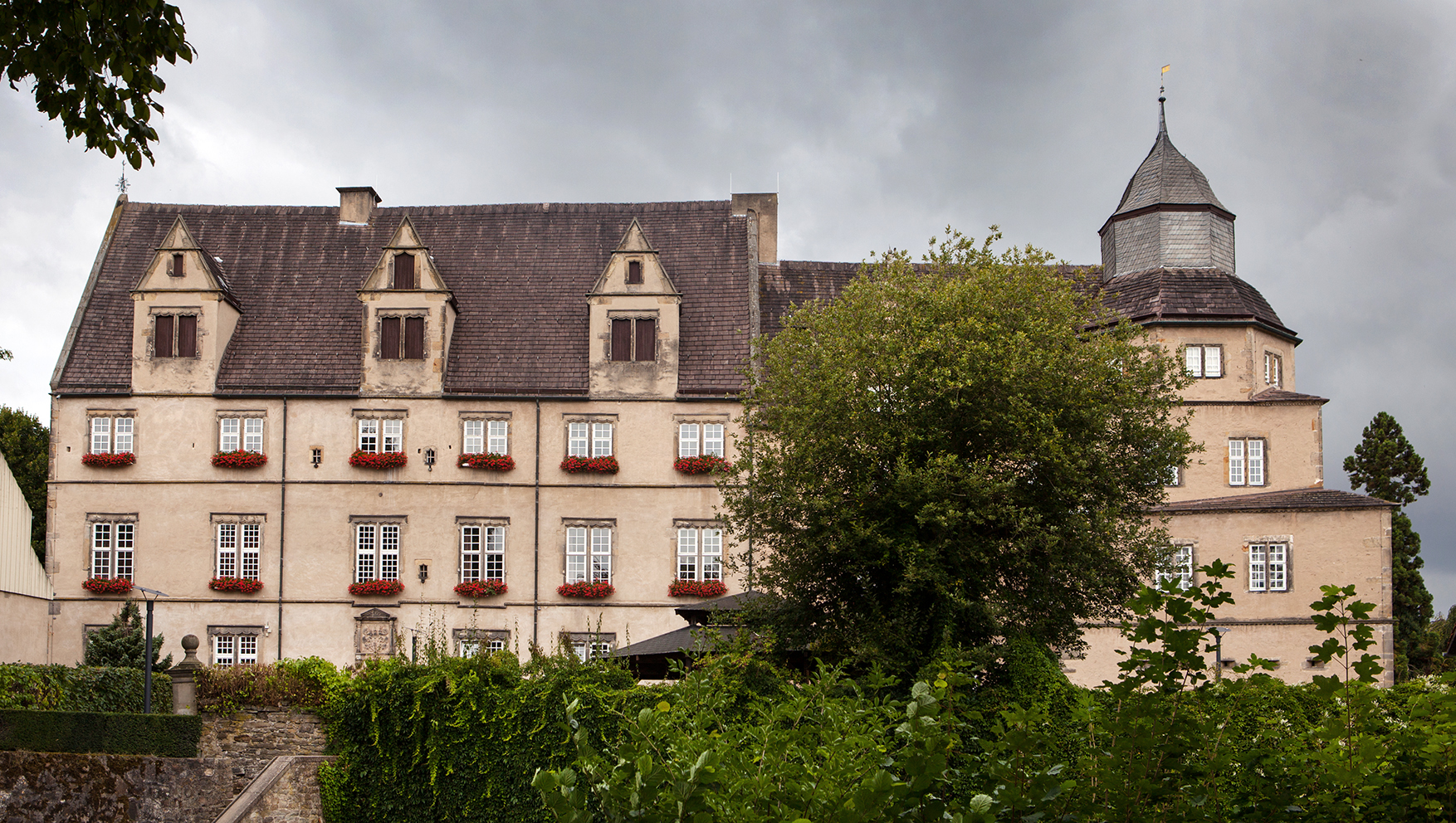
Het kasteel
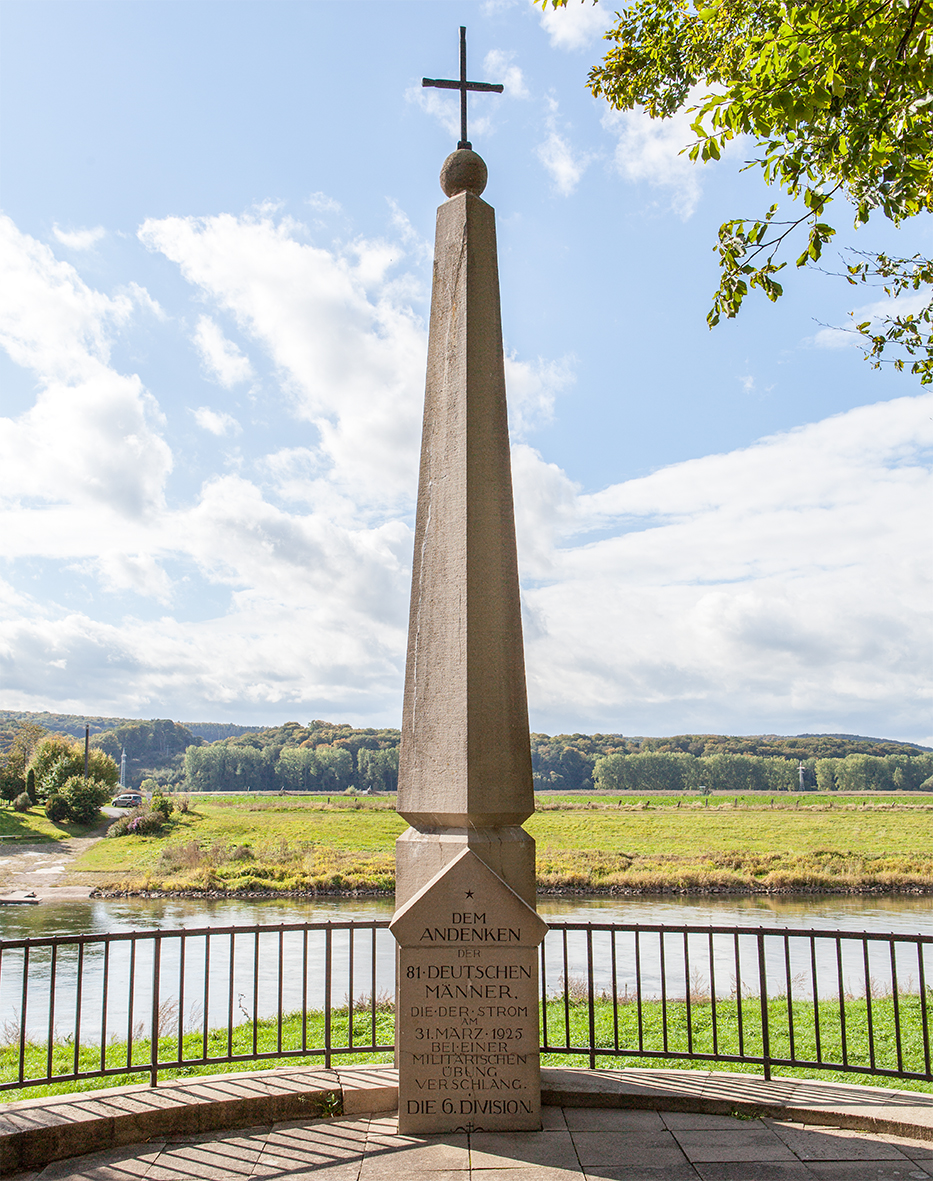
Gedenkteken veerbootramp 1925

Varenholz ligt in het noorden van de gemeente, aan de Wezer, op de grens met de gemeente Porta Westfalica.
In 1925 vielen ter hoogte van Veltheim 81 doden bij een ongeluk met een militaire veerboot op de Wezer, zie: Porta Westfalica, sectie: Geschiedenis.